# 埼玉県道222号西所沢停車場線
埼玉県道222号西所沢停車場線（さいたまけんどう222ごう にしところざわていしゃじょうせん）は、埼玉県所沢市西所沢の西所沢駅から同「西所沢駅入口」交差点に至る、実延長121mの一般県道。

## 起点・終点
- 起点：埼玉県所沢市西所沢（西所沢駅）
- 終点：埼玉県所沢市西所沢（西所沢駅入口交差点）

## 交差している道路
- 埼玉県道55号所沢武蔵村山立川線（埼玉県所沢市）西所沢駅入口交差点（終点）